# In the Halls of Awaiting
In the Halls of Awaiting – pierwszy album studyjny fińskiej grupy muzycznej Insomnium.

## Lista utworów
1. "Ill-Starred Son" – 4:46
2. "Song of the Storm" – 4:22
3. "Medeia" – 4:21
4. "Dying Chant" – 4:13
5. "The Elder" – 4:46
6. "Black Waters" – 5:00
7. "Shades of Deep Green" – 7:33
8. "The Bitter End" – 5:08
9. "Journey Unknown" – 4:32
10. "In the Halls of Awaiting" – 10:55

## Twórcy
- Niilo Sevänen – śpiew, gitara basowa
- Ville Friman – gitara
- Ville Vänni – gitara
- Markus Hirvonen – perkusja
- Varpu Vahtera – keyboard
- Jone Väänänen – produkcja
- Anssi Kippo – miksowanie
- Mika Jussila – mastering